# Palpusia
Palpusia là một chi bướm đêm thuộc họ Crambidae. Chi này được Hans Georg Amsel mô tả vào năm 1956. Chúng thường được tìm thấy ở Bắc Mỹ.

## Các loài
- Palpusia coenulentalis (Lederer, 1863)
- Palpusia eurypalpalis (Hampson, 1912)
- Palpusia fulvicolor (Hampson, 1917)
- Palpusia glaucusalis (Walker, 1859)
- Palpusia goniopalpia (Hampson, 1912)
- Palpusia plumipes (Dognin, 1905)
- Palpusia ptyonota (Hampson, 1912)
- Palpusia squamipes Amsel, 1956
- Palpusia subcandidalis (Dognin, 1905)
- Palpusia terminalis Dognin, 1910